# 河村秀高
河村 秀高（かわむら ひでたか）は、平安時代後期の武士。河村氏の祖。

## 生涯
相模国余綾郡波多野荘を中心に栄えた波多野氏の惣領・波多野遠義の次男として生まれる。秀高は父より所領のうち足柄上郡河村郷を譲られ、河村三郎を称した。波多野氏は相模の在地武士として発展しつつも在京して朝廷に出仕する一族だったが、秀高もまた摂家の藤原忠実に仕えて侍所勾当となり、昇殿を許されていたという。
秀高は河村氏の祖と扱われ、河村城や山北町の般若院の開祖と伝承されている。河村氏は三男の義秀が治承・寿永の乱で源頼朝に従わなかったため河村郷を奪われたが、四男の秀清が頼朝に出仕して旧領に復帰。子孫はさらに陸奥国・越後国に分布、室町時代には常陸・甲斐・三河・伯耆・石見にも分流した。支族に茂庭氏、荒河氏などがいる。